# Politische Abteilung
Il Politische Abteilung ("dipartimento politico"), chiamato anche "campo di concentramento della Gestapo", era uno dei cinque dipartimenti, istituiti dall'Ispettorato dei campi di concentramento, presenti in un campo di concentramento nazista. Era un avamposto della Gestapo e della Kriminalpolizei. Il dipartimento politico era il più importante dei cinque dipartimenti presenti.

## Storia
Il Reichsführer-SS Heinrich Himmler scelse Theodor Eicke per istituire un sistema finalizzato alla gestione dei campi di concentramento.
Eicke elaborò un regolamento per le guardie e per i prigionieri e istituì cinque dipartimenti per sorvegliare il campo:
- Abteilung I: Quartier generale del comando
- Abteilung II: dipartimento politico
- Abteilung III: campo di detenzione preventiva
- Abteilung IV: amministrazione generale
- Abteilung V: unità medica

A partire dall'estate del 1936, il Politische Abteilung (dipartimento politico) divenne obbligatorio in ogni campo di concentramento. A differenza degli altri dipartimenti, non era sotto l'Ispettorato dei campi di concentramento, ma era sottoposto all'ufficio locale della Gestapo o, dopo il settembre 1939, al Reichssicherheitshauptamt. Il capo dipartimento e il suo vice erano di solito ufficiali della Gestapo o della Kriminalpolizei, oppure erano membri della Sicherheitsdienst. Gli altri impiegati del dipartimento erano membri delle Waffen-SS.

## Ruolo
Il Politische Abteilung era a sua volta suddiviso in altri dipartimenti, che avevano compiti specifici. Ad Auschwitz, ad esempio, il Politische Abteilung consisteva in:
- Identificazione
- Indagini
- Interrogatori
- Servizio di intelligence
- Sorveglianza
- Cancelleria del campo (a volte in collaborazione con la supervisione del crematorio)

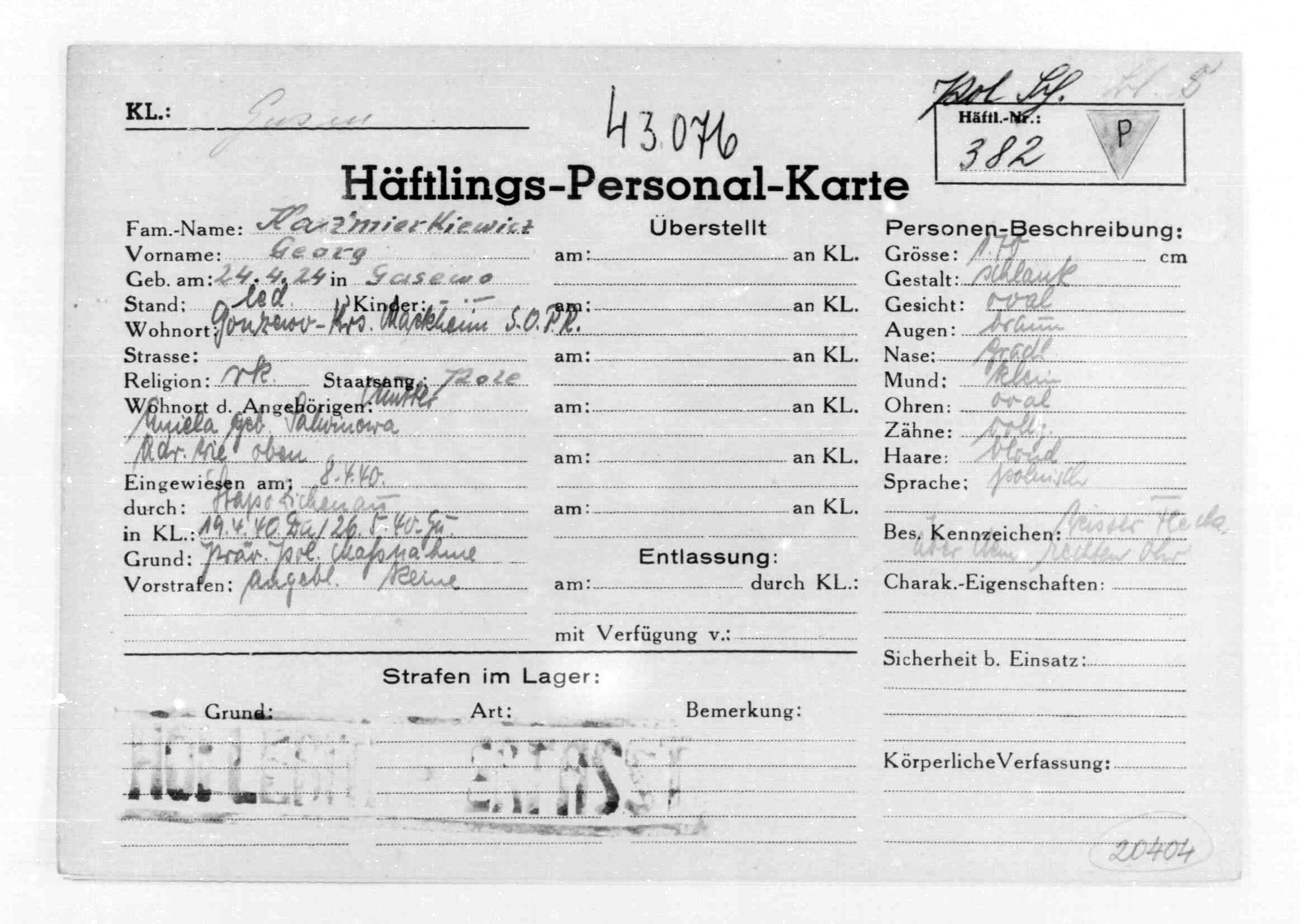
Esempio di cartella di un prigioniero

Il cancelliere del campo gestiva la registrazione dei prigionieri del campo, in entrata e in uscita. Furono creata una cartella per ogni detenuto, con foto, descrizione delle caratteristiche fisiche, impronte digitali e brevi dettagli della sua vita. Il Politische Abteilung gestì anche il lavoro di sorveglianza dei prigionieri all'interno del campo. Il dipartimento era noto per i suoi duri interrogatori, le torture e le esecuzioni: i membri delle SS di questo dipartimento erano quindi molto temuti dai prigionieri.
Il dipartimento gestì inoltre la corrispondenza con la Gestapo, la Kriminalpolizei e il Reichssicherheitshauptamt (RSHA).